# شاهد خاموش
شاهد خاموش (به انگلیسی: Dumb Witness) رمانی پلیسی-جنایی اثر آگاتا کریستی است.
این کتاب که از مجموعه داستان‌های پوآرو می‌باشد در تاریخ ۵ ژوئیه ۱۹۳۷ در بریتانیا توسط انتشارات کولینز کرایم کلوب و در همان سال در آمریکا توسط انتشارات داد، مید اند کمپانی با نام از دست رفتن مشتری پوآرو به چاپ رسیده‌است.
قیمت کتاب در بریتانیا ۷ شلینگ و شش پنسی و در آمریکا ۲ دلار بوده‌است.

## خلاصه داستان
زنی ثروتمند به نام امیلی آراندل به همراه ندیمه خود ویلهلمینا لاوسن(مینی) و سگ کوچکی از نژاد فاکس تریر به نام باب در خانه ای ییلاقی زندگی می کند. او به هرکول پوآرو نامه می نویسد و در آن با احتیاط عنوان می کند که به طرز مشکوکی از پله افتاده و چیزی ذهنش را مشغول کرده که نمی تواند بفهمد چیست، او از پوآرو دعوت می کند برای بررسی موضوع به منزل او بیاید. قبل از رسیدن پوآرو، امیلی آراندل میمیرد...